# Arthur Arz von Straußenburg

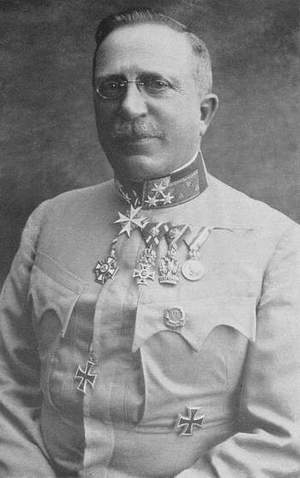
Arthur Freiherr Arz von Straussenburg 1917

Arthur Freiherr Arz von Straußenburg (Hermannstadt, 16 juni 1857 – Boedapest, 1 juli 1935) was een Oostenrijk-Hongaars militair. De vader van baron Arz was een evangelisch predikant. Na het gymnasium koos Arz voor een militaire carrière. In 1898 bereikte hij de rang van majoor, in 1902 die van kolonel. In 1908 werd hij general-majoor en in 1912 luitenant-generaal. Bij het uitbreken van de oorlog werd hij commandant van de 15e Infanteriedivisie, maar hij kreeg reeds in september het 6e Legerkorps onder zijn hoede. Hij vocht voornamelijk aan het oostelijk front tegen de Russen.
Na inmiddels nog enkele keren te zijn overgeplaatst, werd hij na het overlijden van keizer Frans Jozef I door de nieuwe keizer Karel I benoemd tot kolonel-generaal en chef van de generale staf van het Oostenrijk-Hongaarse leger, als opvolger van veldmaarschalk Conrad von Hötzendorf. In die functie werkte hij nauw samen met de jonge keizer. Hij was een voorstander van nauwe samenwerking met de Duitse bondgenoot.
De Saksische koning benoemde hem tot ridder in de exclusieve Militaire Orde van Sint-Hendrik.
In november 1918, na de Oostenrijk-Hongaarse capitulatie, benoemde keizer Karel I kolonel-generaal Arz tot opperbevelhebber van het Oostenrijk-Hongaarse Leger, dat echter spoedig nadien werd ontbonden. Na de Eerste Wereldoorlog was Arz werkloos en leefde hij - als gevolg van het ontbreken van een pensioen - in armoede in een pension. Later vertrok hij naar Boedapest (Hongarije) waar hij in 1935 overleed.